# Eliot Spitzer
Eliot Laurence Spitzer (Bronx, New York, 1959. június 10. –) amerikai ügyvéd és a Demokrata Párt korábbi politikusa. 2007 januárjától New York kormányzója volt a 2008. március 17-én történt lemondásáig. Kormányzóvá választása előtt, Spitzer New York-i főállamügyészként dolgozott.
Spitzer New York város egyik kerületében, Bronxban született Bernard Spitzer ingatlan-mágnás és Anne Spitzer gyermekeként. Princeton Egyetemre  járt, majd jogi tanulmányait a Harvardon végezte. Ott találkozott a jövőbeli feleségével, Silda Wall-lal. Miután jogi végzettséget szerzett, Spitzer a Paul Weiss, Rifkind, Wharton & Garrison ügyvédi irodánál kezdett dolgozni.
Két évvel később a manhattani államügyészi irodánál helyezkedett el; a szervezett bűnözés üldözésével foglalkozott. Elindította azt a vizsgálatot, ami megtörte a Gambino család hatalmát Manhattan fontos gazdasági szegmensei fölött.
1998-ban Spitzer kis különbséggel legyőzte Dennis Vacco republikánus jelöltet a New York-i főállamügyészi posztért vívott választási küzdelemben. A kampányát nagyrészt egy ellentmondásos, sok millió dolláros kölcsönből fedezte, amit apjától kapott. Államügyészként Spitzer fellépett a fehérgalléros bűnözés (a befektetési csalás, az internetes csalás és a környezetvédelmi szabályok kijátszása) ellen. Polgári peres eljárást indított Richard Grasso, a New York-i tőzsde korábbi elnöke ellen, mivel Spitzer szerint Grasso 187,5 millió dolláros kompenzációs csomagja jóval meghaladta a nonprofit szervezetek (a tőzsde maga ilyen szervezet) vezetői fizetéseit korlátozó törvényes határt.
2006-ban Spitzert New York állam kormányzójává választották. Ellenfele a republikánus John Faso volt. Hivatali ideje alatt törvényjavaslatot terjesztett be az azonos neműek közötti házasságról, és kibocsátott egy végrehajtási utasítást, ami leheltővé tette az illegális bevándorlóknak, hogy jogosítványhoz jussanak. Ezek az intézkedések vitát váltottak ki. 2007 júliusában figyelmeztették, mivel az általa vezetett állami kormányzat utasította rendőrségét, hogy az figyelje meg és jegyezze fel az általa védett szenátusi frakcióvezető, Joseph L Bruno tevékenységét.
2008 márciusában a New York Times nyilvánosságra hozta, hogy a szövetségi kormányzat által vizsgálat alá vont prostitúciós hálózat ügyfele volt. 2008. március 12-én Spitzer New York kormányzójaként bejelentette a lemondását, ami március 17-én lépett érvénybe.